# Nicole Loraux
Nicole Loraux (* 26. April 1943; † 6. April 2003 in Argenteuil) war eine französische Historikerin.

## Leben
Ab 1987 lehrte Loraux als Professorin an der École des Hautes Études en Sciences Sociales in Paris Geschichte und Anthropologie der griechischen Polis. Ihre Seminare mit einer relativ kleinen Gruppe von Teilnehmern waren geprägt von eingehenden Textanalysen sowohl literarischer und historiographischer Texte, als auch philosophischer Texte der klassischen Antike. Als Schülerin von Jean-Pierre Vernant, Pierre Vidal-Naquet und Marcel Detienne führte sie deren Arbeiten zur Historischen Anthropologie Griechenlands fort und setzte hier zum Teil radikal neue Akzente. Loraux verknüpfte in ihrer Arbeit Literaturwissenschaften, Sprach- und Mythenanalyse, Geschichtswissenschaften und Psychoanalyse (Freud und Lacan). Sie erforschte vor allem die Vorstellungen über das Weibliche in der Kultur des klassischen Griechenland sowie den Bürgerkrieg und die Amnesie, die ihn begleitet. In ihren Untersuchungen der attischen Polis akzentuierte sie stets die Relevanz des Imaginären (unter Bezugnahme auf Cornelius Castoriadis, dessen Einschätzungen sie jedoch nicht immer teilte) und der Affekte. Ihre methodologischen Innovationen stießen immer wieder auf Widerstände bei ihren Kollegen (etwa die Verknüpfung von Geschichtsschreibung und Psychoanalyse oder das, was sie den "kontrollierten Gebrauch des Anachronismus" nannte,  der ihre Analyse der Stasis / des Bürgerkriegs bis heute auszeichnet und die Grundlage für einen in Frankreich bereits etablierten Forschungszweig, die stasiologie (N. Grangé), darstellt).
In L’invention d’Athènes („Die Erfindung Athens“) fragt sie danach, wie in den überlieferten Trauerreden, vor allem des Perikles und in Platons Dialog Menexenos, die Geschichte anhand der aktuellen Erfahrungen und Bedürfnisse neu interpretiert wird. In Les enfants d’Athéna („Die Kinder Athenes“) untersucht sie die mythischen Begründungen des Ausschlusses von Frauen und Fremden von den Bürgerrechten. Die Neuausgabe von 1996 ergänzte sie um eine kritische Erörterung des Stellenwerts dieser Vorstellungen in der Rhetorik des Front National in Frankreich. In Façons tragiques de tuer une femme (dt. Tragische Weisen, eine Frau zu töten) handelt sie von den verschiedenen Todesarten, die für Männer und Frauen in den Tragödien vorgesehen sind, aber auch bereits von der Möglichkeit der Frauen, sich den „männlichen“ Tod anzueignen.
In Les expériences de Tiresias („Die Erfahrungen des Teiresias“) stellt sie Mythen dar, in denen die strikte Trennung der Geschlechter unterlaufen wird. In Les mères en deuil (dt. Die Trauer der Mütter) kontrastiert sie die in ihrer Trauer rasenden Mütter der griechischen Tragödie mit dem absoluten Verbot für athenische Frauen, ihre Trauer in der Öffentlichkeit zu zeigen. In La Cité divisée („Die geteilte Stadt“), das sie selbst als ihr Opus magnum verstand, beschreibt sie das öffentlich geförderte Vergessen der Stasis, die nach dem Ende des Peloponnesischen Krieges in Athen ausgebrochen war. Dieser Bürgerkrieg ist auch der Gegenstand ihres letzten, nachgelassenen Buches La tragédie d’Athènes („Die Tragödie Athens“). Nach zwei Schlaganfällen war ihr ab 1994 wissenschaftliches Arbeiten nur noch mit großer Anstrengung möglich.

## Schriften
- L’invention d’Athènes. Histoire de l’oraison funèbre dans la ‘cité classique’, 1981.
- Les enfants d’Athéna. Idées athéniennes sur la citoyenneté et la division des sexes, 1981.
- Façons tragiques de tuer une femme, 1985, deutsch Tragische Weisen, eine Frau zu töten (Edition Pandora, Bd. 11), Frankfurt, New York: Campus 1993, ISBN 3-593-34835-7.
- Les expériences de Tirésias. Le féminin et l’homme grec, 1989.
- Les mères en deuil, 1990, deutsch Die Trauer der Mütter. Weibliche Leidenschaft und die Gesetze der Politik (Edition Pandora, Bd. 3), Frankfurt, New York: Campus 1992, ISBN 3-593-34626-5.
- (Herausgeberin:) Grecia al femminile, Rom 1993, französisch La Grèce au féminin, 2001 (mit Beiträgen von ihr über die Griechinnen Melissa, Frau des Periander, und Aspasia)
- La Cité divisée, 1997.
- (Herausgeberin mit Carles Miralles:) Figures de l’intellectuel en Grèce ancienne, 1998.
- La tragédie d’Athènes. La politique entre l’ombre et l’utopie, 2005.